# فرودگاه تاکلا نروز
فرودگاه تاکلا نروز (به انگلیسی: Takla Narrows Aerodrome) یک فرودگاه همگانی است . این فرودگاه در کشور كانادا قرار دارد و در ارتفاع ۷۲۵ متری از سطح دریا واقع شده است.